# Calicogorgia rubrotincta
Calicogorgia rubrotincta är en korallart som beskrevs av Thomson och Henderson 1906. Calicogorgia rubrotincta ingår i släktet Calicogorgia och familjen Acanthogorgiidae. Inga underarter finns listade i Catalogue of Life.